# Ящиці (станція)
Я́щиці (біл. Я́шчыцы) — проміжна залізнична станція Гомельського відділення Білоруської залізниці на лінії Жлобин — Калинковичі між зупинними пунктами Мормаль (8,6 км) та Сельне (5,3 км). Розташована за 3 км на північ від однойменного села Ящиці Жлобинського району Гомельської області.

## Пасажирське сполучення
Приміське пасажирське сполучення здійснюється поїздами регіональних ліній економкласу сполученням:
- Гомель — Калинковичі;
- Жлобин — Калинковичі;
- Жлобин — Свєтлогорськ.